# Noor Ali
Noor Ali Zadran (sinh ngày 10 tháng 7 năm 1988) là 1 vận động viên cricket người Afghan. Ali là 1 right-handed batsman và right-arm medium-fast bowler hiện đang chơi cho đội tuyển quốc gia Afghanistan national cricket team. Thần tượng của anh là Ricky Ponting.

## International Cricket Centuries

### One day international centuries
- Ở cột Runs, * tức là not out
- Ở cột Match tức là số Match Number của vận động viên

|     | Runs | Match | Đối thủ | Địa điểm     | Sân vận động                        | Năm  |
| --- | ---- | ----- | ------- | ------------ | ----------------------------------- | ---- |
| [1] | 114  | 4     | Canada  | Sharjah, UAE | Sharjah Cricket Association Stadium | 2010 |

## Liên kết khác
- Noor Ali Lưu trữ ngày 20 tháng 1 năm 2013 tại archive.today on Cricinfo
- Noor Ali on CricketArchive
- Matches and detailed statistics for Noor Ali